# Clemens Brentano
Clemens Brentano (Ehrenbreitstein, danas Koblenz, 9. rujna 1778. – Aschaffenburg, 28. srpnja 1842.), njemački književnik
Radio je kao trgovac, studirao rudarstvo i novčarstvo, a zatim se posvetio književnom radu. Kao pripadnik kruga njemačkih romantičara bio je u dodiru s Wielandom Herderom, Goetheom, Tieckom i dr. Nespokojan i ekscentričan, započeo je u duhu krajnjega romantičarskog individualizma, a završio je kao katolički konvertit i mistik. Okušavao se i u književnoj satiri, parodiji i u lakim pošalicama. Glavna odlika njegova izraza savršeno je majstorstvo forme. vladao je pučkim stilom ("LoreLay"), kao i mislilačkom orketstracijom ("Romance krunice").
Brentano je bio veliki podupiratelj njemačke redovnice, mističarke Ane Katarine Emerih pa je od 1819. do njezine smrti, 1824., zapisivao njene vizije. Napisao je 40 odlomaka s detaljnim prizorima i dijelovima iz Novoga zavjeta i života Blažene Djevice Marije. “Gorka muka Gospodina našega Isusa Krista” jedna je od knjiga, koje je objavio Brentano prema vizijama, koje mu je Ana Katarina govorila vestfalskim dijalektom, a Brentano je pisao književnim jezikom. Ona je zatim njegove zapise ispravljala i odobravala. Mel Gibson snimio je film "Pasija" o Isusovoj muci, nadahnut ovom knjigom.